# Masters de Ouro
Masters de Ouro (em inglês: Career Golden Masters) é uma terminologia do ténis para descrever a conquista de todos os nove torneios de Masters 1000.
Até hoje, apenas um tenista conseguiu conquistá-lo em simples. O feito foi alcançado pelo sérvio Novak Djokovic. O único torneio que lhe faltava era Cincinnati Masters, onde já havia sido vice-campeão em 5 oportunidades (2008, 2009, 2011, 2012 e 2015). Em 2018 o tenista superou o suíço Roger Federer na final e levantou o único "caneco" que lhe faltava. Já em duplas, os irmãos Bob e Mike Bryan se tornaram a primeira parceria da história a completar o ‘Career Golden Masters’, conseguindo conquistar todos os títulos de Masters 1000 possíveis. O feito veio em 2014 com primeiro título do dueto no Masters de Xangai.

## Torneios
Os nove torneios – por ordem cronológica na temporada – mais importantes da temporada, excluindo-se os quatro Grand Slams, são:
| Torneio              | também conhecido como                      | Localização                   | Início | Fim | Superfície                                 | Site oficial                                                                                  |
| Indian Wells Masters | BNP Paribas Open                           | Indian Wells, Califórnia, EUA | 1976   | -   | dura, outdoor                              | http://www.pacificlifeopen.com                                                                |
| Miami Masters        | Sony Open                                  | Key Biscayne, Flórida, EUA    | 1984   | -   | dura, outdoor                              | https://web.archive.org/web/20081224022054/http://www.sonyericssonopen.com/                   |
| Monte Carlo Masters  | Monte Carlo Rolex Masters                  | Monte Carlo, Mônaco           | 1897   | -   | saibro, outdoor                            | http://montecarlo.masters-series.com                                                          |
| Rome Masters         | Internazionali d'Italia                    | Roma, Itália                  | 1930   | -   | saibro, outdoor                            | https://web.archive.org/web/20061005012243/http://www.internazionaliditalia.it/               |
| Madrid Masters       | Mutua Madrileña Open                       | Madrid, Espanha               | 2002   | -   | dura, indoor (desde 2009: saibro, outdoor) | https://web.archive.org/web/20081024042018/http://www.tennis-masters-madrid.com/              |
| Canada Masters       | Rogers Cup                                 | Montréal / Toronto, Canadá    | 1881   | -   | dura, outdoor                              | https://web.archive.org/web/20081216155631/http://www.rogerscupmen.com/                       |
| Cincinnati Masters   | Western & Southern Financial Group Masters | Mason, Ohio, EUA              | 1899   | -   | dura, outdoor                              | http://www.cincytennis.com                                                                    |
| Shanghai Masters     | Shanghai Rolex Masters                     | Shanghai, China               | 2009   | -   | dura, outdoor                              | https://web.archive.org/web/20101218092552/http://www.jussevent.com/en/special/node_21772.htm |
| Paris Masters        | BNP Paribas Masters                        | Paris, França                 | 1986   | -   | dura, indoor                               | http://www.bnpparibasmasters.org                                                              |